# Fire Night Dance
Fire Night Dance prodotto da Jacques Fred Petrus e Mauro Malavasi gli arrangiamenti. è il primo album in studio della band Peter Jacques Band, pubblicato nel 1978.

## Tracce
Lato A
1. Walking on Music – 8:08 (Mauro Malavasi, Taylor)
2. Devil's Run – 8:30 (Mauro Malavasi, Taylor)

Lato B
1. Fire Night Dance – 8:40 (Jacques Fred Petrus, Mauro Malavasi, Taylor)
2. Fly with the Wind – 8:54 (Mauro Malavasi, Taylor)

## Formazione
- Fabbri Giorgino - chitarra
- Davide Romani - basso
- Gabriele Melotti - batteria
- George Aghedo - congas
- Ruddy Trevisi - sax
- Sandro Comini - trombone
- Mauro Malavasi - tromba
- Mauro Malavasi e Rudy Trevisi - sintetizzatore, clavinet, piano elettrico,flauto
- George Aghedo e Rudy Trevisi - percussioni
- Maurizio Biancani - assistente per le sessioni di sintetizzatore
- The Goody Music String Ensemble - archi
- Leroy Burgess - voce
- Arthur Simms, Joe Scott, Sammy Gaha, Ann Clavert, Claudia Polley, Lavelle Duggan, Gloria Turner, Hilda Harris, Maeretha Stewart - voci secondarie

Registrato a Fonoprint (Maurizio Biancani - ingegnere del suono). Studio Milano - Parigi (Malek Jeanpaul - ingegnere del suono). C.G.D. studio - Milano (Pino Vicari - ingegnere del suono).
Missaggio ai Sigma Souns Studios - New York [Carmine Rubino - ingegnere del suono , Jim (Doc) Dougherty - ingegnere del suono assistente]. Mastering ai Sterling Sound New York (Jose Rodriguez - ingegnere del suono).
Produzione
- Mauro Malavasi – missaggio, mastering
- Jacques Fred Petrus - produttore esecutivo.

## Registrazione
- Fonoprint - registrazione
- Sigma Sound Studio - missaggio
- Sterling Sound - mastering